# Phạm Hùng Dũng
Phạm Hùng Dũng (ur. 28 września 1978 w Đà Nẵng) – wietnamski piłkarz występujący na pozycji obrońcy w klubie Đà Nẵng FC.

## Kariera piłkarska
Phạm Hùng Dũng od początku swojej kariery piłkarskiej występuje w drużynie Đà Nẵng FC. Obecnie gra ona w pierwszej lidze wietnamskiej.
Zawodnik ten jest także reprezentantem Wietnamu. W drużynie narodowej zadebiutował w 2000 roku. Został również powołany na Puchar Azji 2007, gdzie jego drużyna odpadła w ćwierćfinale. On zaś rozegrał 2 spotkania: w grupie Katarem (1:1) i w ćwierćfinale z Irakiem (0:2).